# Liste der Monuments historiques in Balham (Ardennes)
Die Liste der Monuments historiques in Balham führt die Monuments historiques in der französischen Gemeinde Balham auf.

## Liste der Immobilien
| Bezeichnung     | Beschreibung                     | Standort                 | Kennzeichnung | Schutzstatus | Datum | Bild           |
| --------------- | -------------------------------- | ------------------------ | ------------- | ------------ | ----- | -------------- |
| Friedhofsportal | aus dem 15. oder 16. Jahrhundert | Rue Dubois Crancé (Lage) | PA00078339    | Inscrit      | 1926  | weitere Bilder |

## Liste der Objekte
| Bezeichnung                | Beschreibung                             | Standort                              | Kennzeichnung | Schutzstatus | Datum | Bild |
| -------------------------- | ---------------------------------------- | ------------------------------------- | ------------- | ------------ | ----- | ---- |
| Skulptur Heilige Katharina | Stein, 15. Jahrhundert                   | in der Kirche St-Jean-Baptiste (Lage) | PM08000046    | Classé       | 1973  |      |
| Kirchenfenster             | vier Felder von 1536 in modernem Fenster | in der Kirche St-Jean-Baptiste (Lage) | PM08000045    | Classé       | 1908  |      |
| Skulptur Heilige Barbara   | Stein, 15. Jahrhundert                   | in der Kirche St-Jean-Baptiste (Lage) | PM08000047    | Classé       | 1973  |      |
| Chorgestühl                | Eichenholz, 18. Jahrhundert              | in der Kirche St-Jean-Baptiste (Lage) | PM08000714    | Inscrit      | 1972  |      |
| Skulptur Madonna mit Kind  | Holz, farbig gefasst, 18. Jahrhundert    | in der Kirche St-Jean-Baptiste (Lage) | PM08000713    | Inscrit      | 1972  |      |